# Řepeň

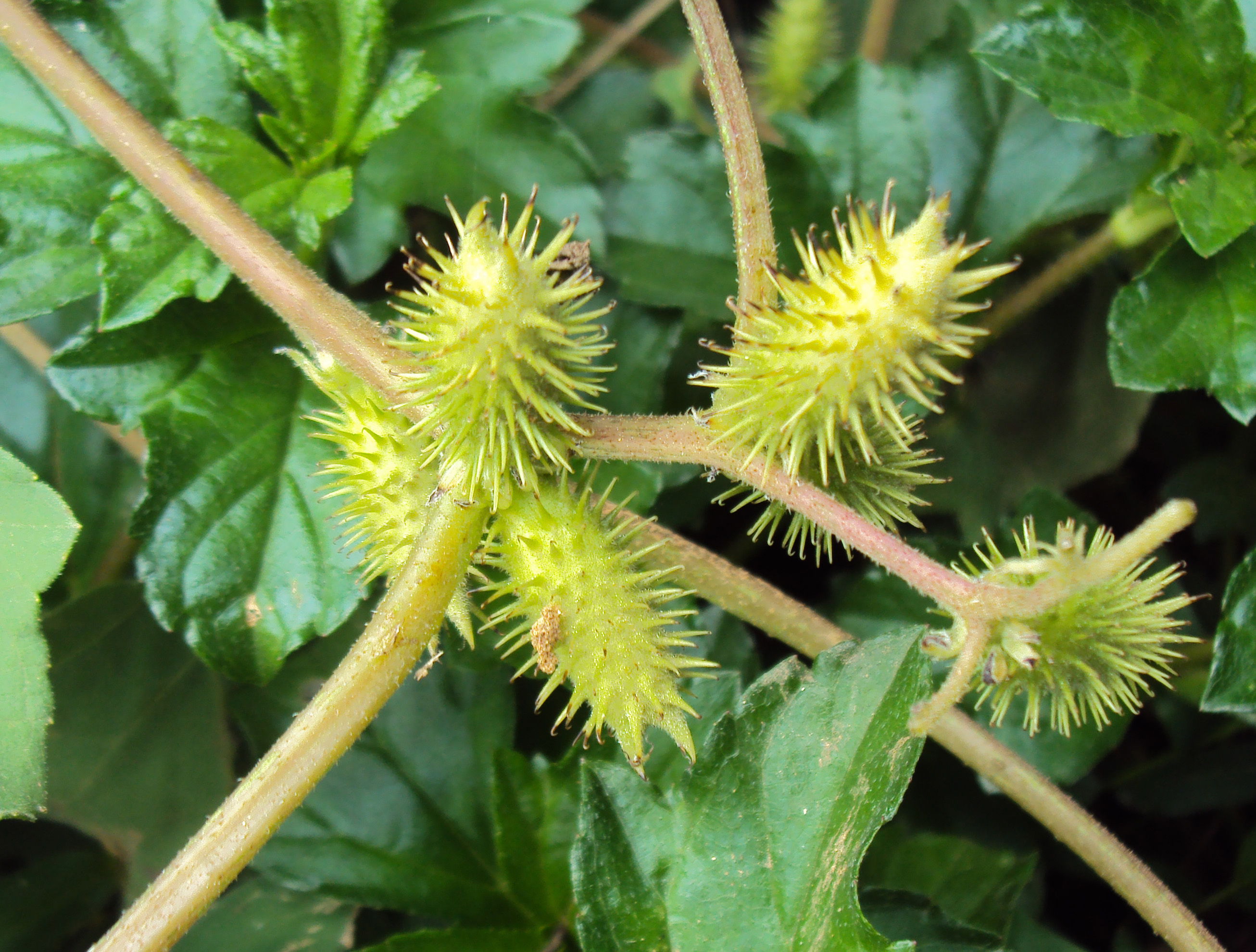
Nezralé plody

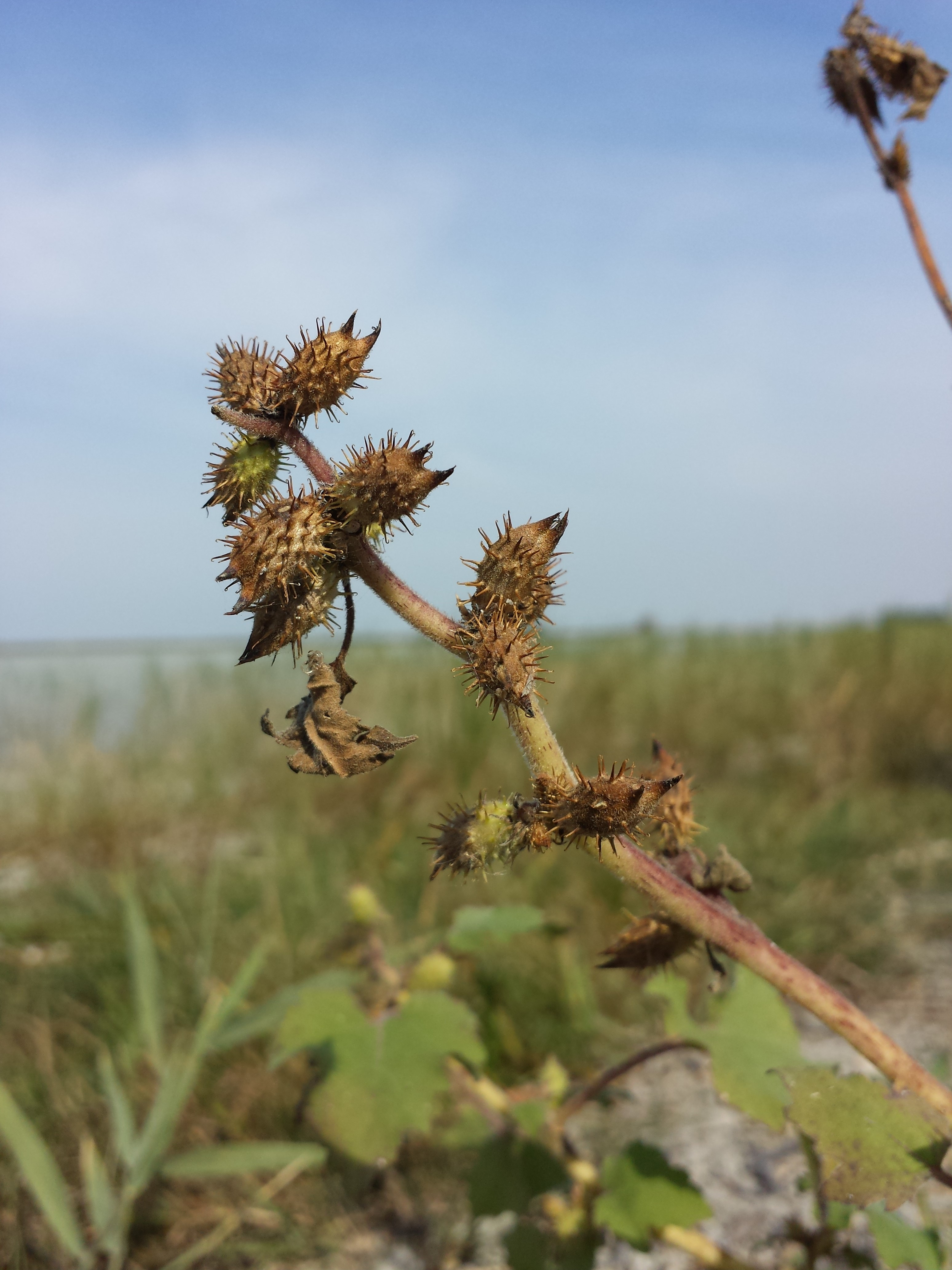
Zralé plody

Dvounažka se semeny a příchytnými ostny

Řepeň (Xanthium) je jednoletá, až 120 cm vysoká rostlina nápadná svými elipsovitými, pichlavými, přichycujícími se plody, které koncem léta při zrání hnědnou a dřevnatí. Tato bylina přísluší do čeledi hvězdnicovitých, ve které je řazena do podčeledi hvězdnicových. Vědecké rodové jméno Xanthium pochází ze starořeckého slova "xanthos", což znamená "žlutý", dříve se rostlina používala k výrobě žlutého barviva.

## Rozšíření
Roste v mírném i subtropickém prostředí Evropy, Ameriky, východní Asie, Afriky, Austrálie i na Novém Zélandu a Oceánii. Předpokládá se, že jednotlivé druhy pocházejí z Ameriky, odkud se samovolně i lidským přičiněním dostaly téměř do celého světa.

## Ekologie
Světlomilná bylina vyskytující se na kyprých a vlhkých místech, obvykle na pobřeží rybníků, jezer a potoků, na zamokřených rumištích a dalších narušovaných plochách, které jsou po většinou roku vlhké a během léta vysýchají. Snáší zasolení půdy a bývá hojná i na mořském pobřeží. Změna od vlhké půdy k suché stimuluje klíčení semen a zrychluje počáteční růst. Velikost dospělé rostliny hodně závisí na výživnosti půdy a silně koreluje s počtem květů a semen.
Rod řepeň je úzce příbuzný rodu ambrozie a jeho rostliny podobně produkují velké množství vysoce alergenního pylu. Také chlupy na listech a lodyze vylučují látky způsobující u citlivých lidí kontaktní dermatitidu.

## Popis
Jednoletá rostlina s hrubou, rozvětvenou, vzpřímenou nebo poléhavou, 10 až 120 cm dlouhou lodyhou vyrůstající z mohutného kořene. Listy jsou lalokovité, střídavé nebo protistojné, řapíkaté a s tvarově velice rozdílnou čepelí, která může být kopinatá, čárkovitá, vejčitá, deltovitá, dlanitě laločnatá, po obvodě celistvá nebo zubatá a oboustranně drsná. Některý druh je v uzlinách lodyhy, odkud vyrůstají listy, porostlý dlouhými, ostrými trny.
Bylina má květní úbory jednodomé s funkčně jednopohlavnými květy. Drobné úbory vyrůstají v nahloučených hroznovitých či svazečkovitých květenstvíh, nebo řidčeji jednotlivě z paždí listů. Kulovité úbory se samčími květy bývají na vrcholu květenství, mají květy s trubkovitými, pětizubými korunami a pěti částečně srostlými tyčinkami s  prašníky, brzy po vyprášení pylu úbory zhnědnou a opadají. Eliptické samičí úbory jsou tvořeny jen několika málo, nejčastěji dvěma, květy s funkčními pestíky a dvojitými bliznami čnícími z úborů. Mají zákrovní listeny uzavírající úbory v několika řadách, jsou špičaté, chlupaté, vnitřní jsou srostlé a venkovní volné.
Květy jsou opylovány nejčastěji větrem, obvykle dochází k samoopylení. Ze samičích květů se vyvinou ostnaté, kulovité nebo oválné plody, hnědé dvounažky bez chmýru. Jsou dvoudílné, velké 1 až 2 cm a pokryté tuhými, hákovitými ostny. Obsahují dvě nestejně velká semena, ve většině případů vyklíčí větší semeno na jaře následujícího roku, kdežto menší vlivem dormance až o rok později. Aby semeno vyklíčilo, nesmí ležet na povrchu půdy ani být zahrabáno hlouběji než 15 cm, životnost semen v půdě nepřesahuje pět roků.

## Rozmnožování
Řepeň se rozmnožuje výhradně semeny, která v chladnějších oblastech klíčí až při dostatečně zahřáté půdě. Je rostlinou silně krátkodenní, která během dlouhých letních dnů shromažďuje živiny a začíná kvést až na konci léta, kdy se den zkracuje. Plody dozrávají na podzim a často vytrvávají na suché lodyze i přes zimu. V oblastech blízkých rovníku, kde je den téměř stejně dlouhý jako noc, kvetou a plodí celoročně.
Snadno se šíří plody plovoucími po vodě toků v jejichž blízkosti rostou, nebo se plody hákovitými výrůstky přichycují za srst volně žijících zvířat nebo peří ptáků. Na větší vzdálenosti bývají většinou rozšiřovány lidmi jako nechtěná příměs převážených polních plodin.

## Význam
Ve staročínském léčitelství je řepeň považována za léčivou rostlinu, používá se také v homeopatii. Obsahuje hlavně seskviterpenové laktony xanthanolidy, což jsou oleopryskyřičné látky rozpustné v tucích. Západní lékařství jí však status léčivky nepřiznává a považuje ji za rostlinu toxickou.
Všeobecně je pokládána za obtížný a rychle se šířící plevel. Mladá rostlina ve stádiu dvou prvých listů obsahuje xanthostrumarin (nověji karboxyatraktylosid), toxický glykosid, který bývá ve větších dávkách příčinou uhynutí pasoucích se zvířat (skot, koně, prasata). Rostlina tuto jedovatou látku obsahuje ve velkém množství až do vzniku pravých listů, pak její koncentrace částečně poklesne a zůstane již stejná i po usušení na seno. Silně toxická jsou i semena, která mohou přivodit otravu u volně žijících ptáků i domácí drůbeže. Evidovány jsou i otravy lidí. Po monzunových záplavách ke konci roku 2007 v době nedostatku jiné stravy jedli Bangladéšané mladou řepeň a jako epidemie se u nich rozšířilo zvracení, onemocněla jim játra a upadali do bezvědomí.

## Taxonomie
Názory na počet druhů tvořících rod řepeň jsou různé. V současnosti bývá rozeznáváno okolo deseti druhů, ale podle některých odborných prací existují jen dva druhy, řepeň trnitá a všechny ostatní coby poddruhy kosmopolitně rozšířené řepně durkoman s vysoce proměnlivými populacemi. Je uváděna jako příklad genetického driftu, kdy malé množství jedinců založí novou kolonii, ale všechny geny původní populace nejsou nové generaci předané. Tento názor je podporován okolností, že se údajné druhy od sebe liší jen morfologicky, vyžadují obdobné životní podmínky a všechny jsou tetraploidní s chromozomovým číslem 2n = 36.
V české přírodě rostou:
- (Xanthium albinum H. Scholz & Sukopp) řepeň polabská
- (Xanthium ripicola Holub) řepeň pobřežní
- (Xanthium spinosum L.) řepeň trnitá
- (Xanthium strumarium L.) řepeň durkoman

Kromě těchto čtyř druhů bývají uznávané ještě:
- Xanthium argenteum Widder
- Xanthium catharticum Kunth
- Xanthium cavanillesii Schouw ex Didr.
- Xanthium inaequilaterum DC.
- Xanthium natalense Widder
- Xanthium orientale L.
- Xanthium pungens Wallr.
- Xanthium saccharatum Wallr. & Widder

## Galerie

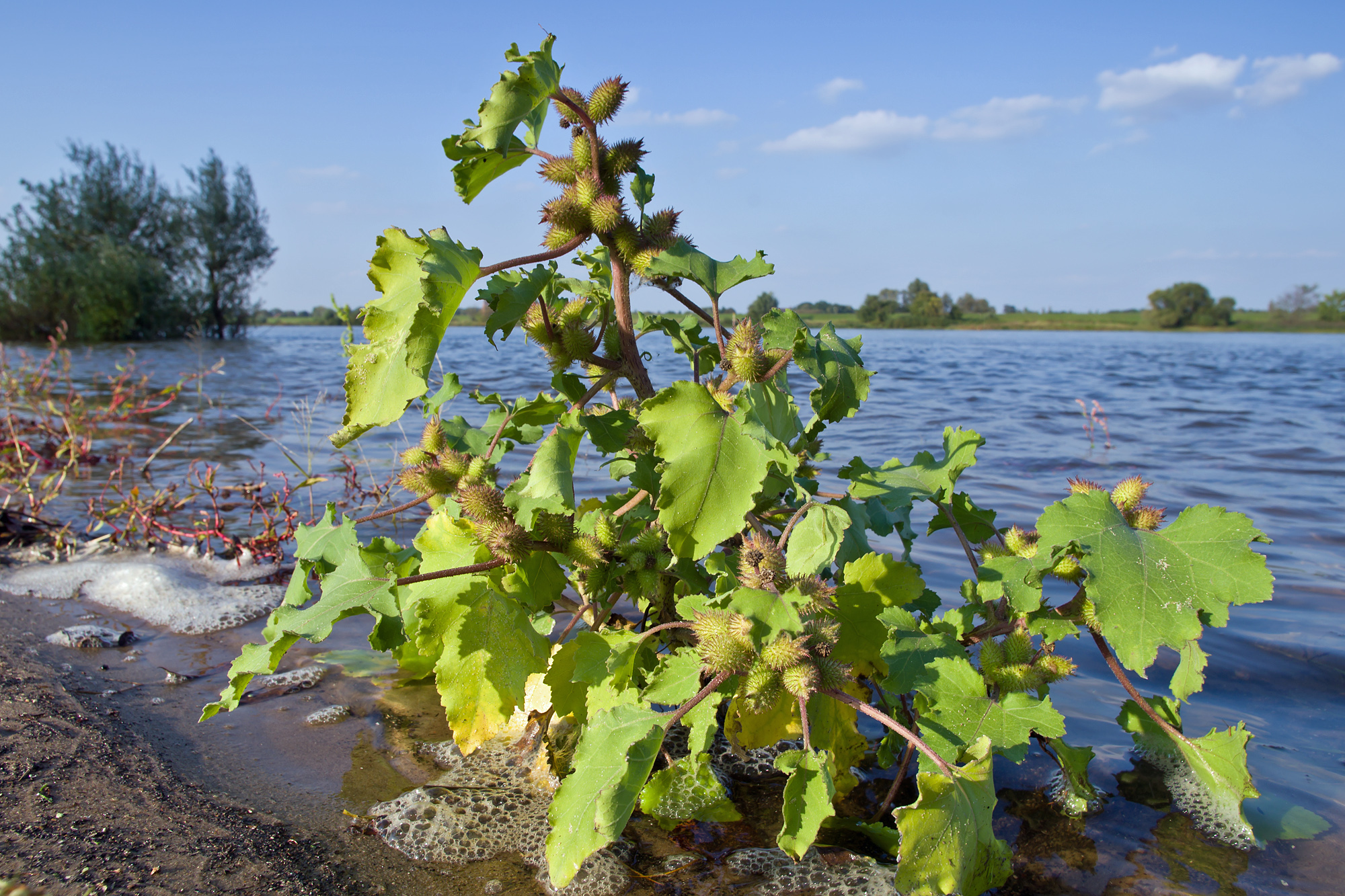
Řepeň polabská
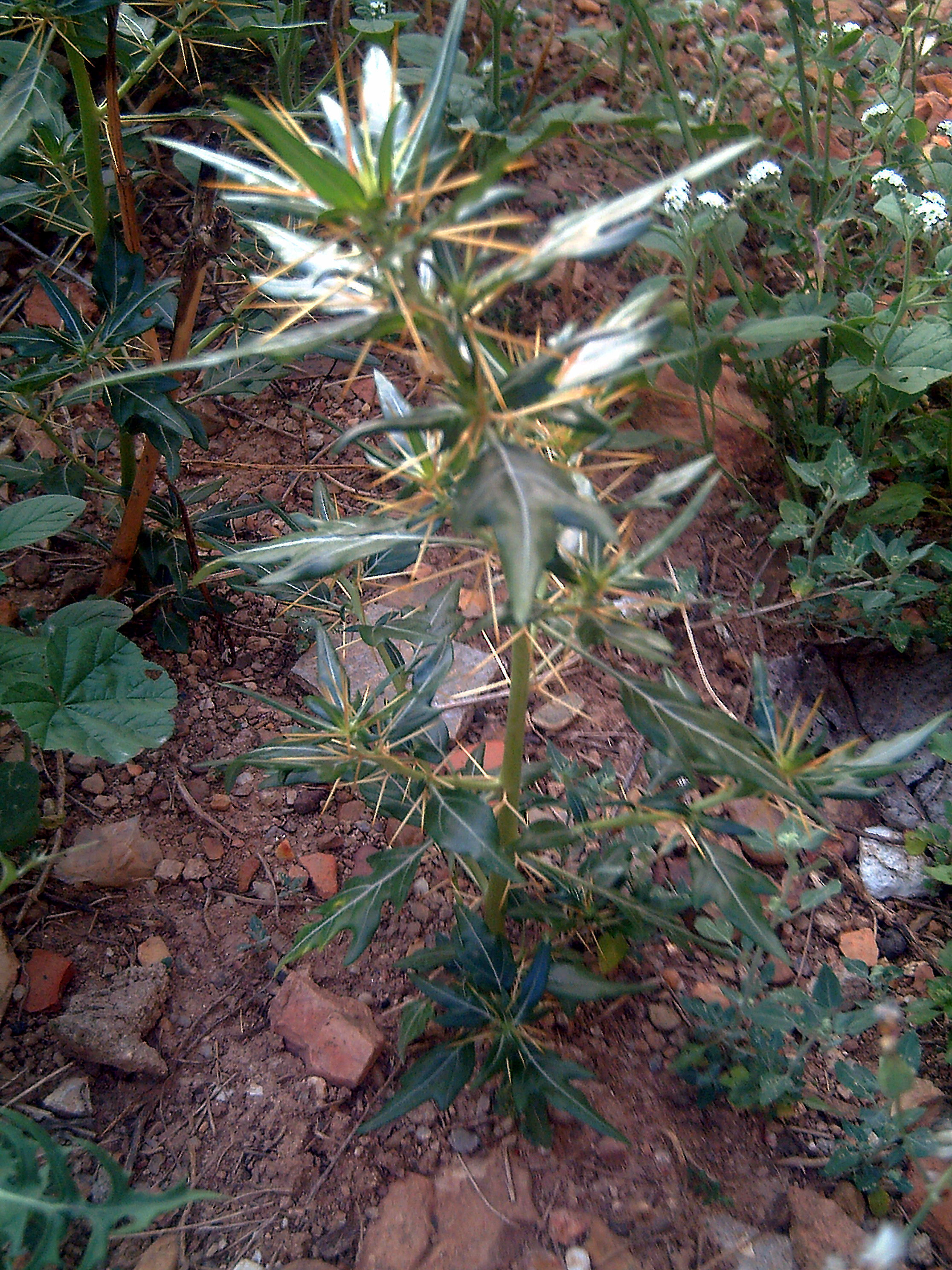
Řepeň trnitá
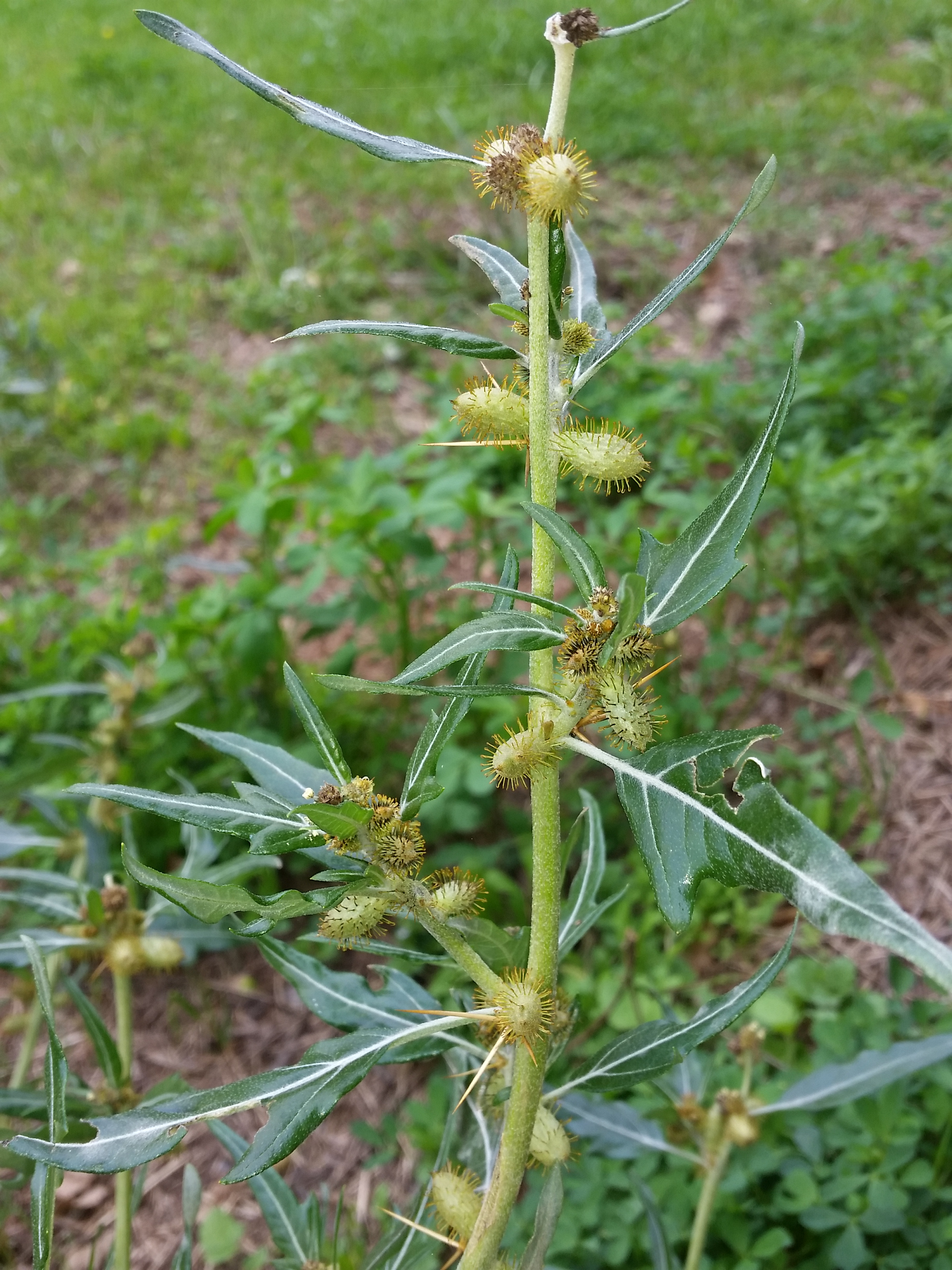
Řepeň durkoman
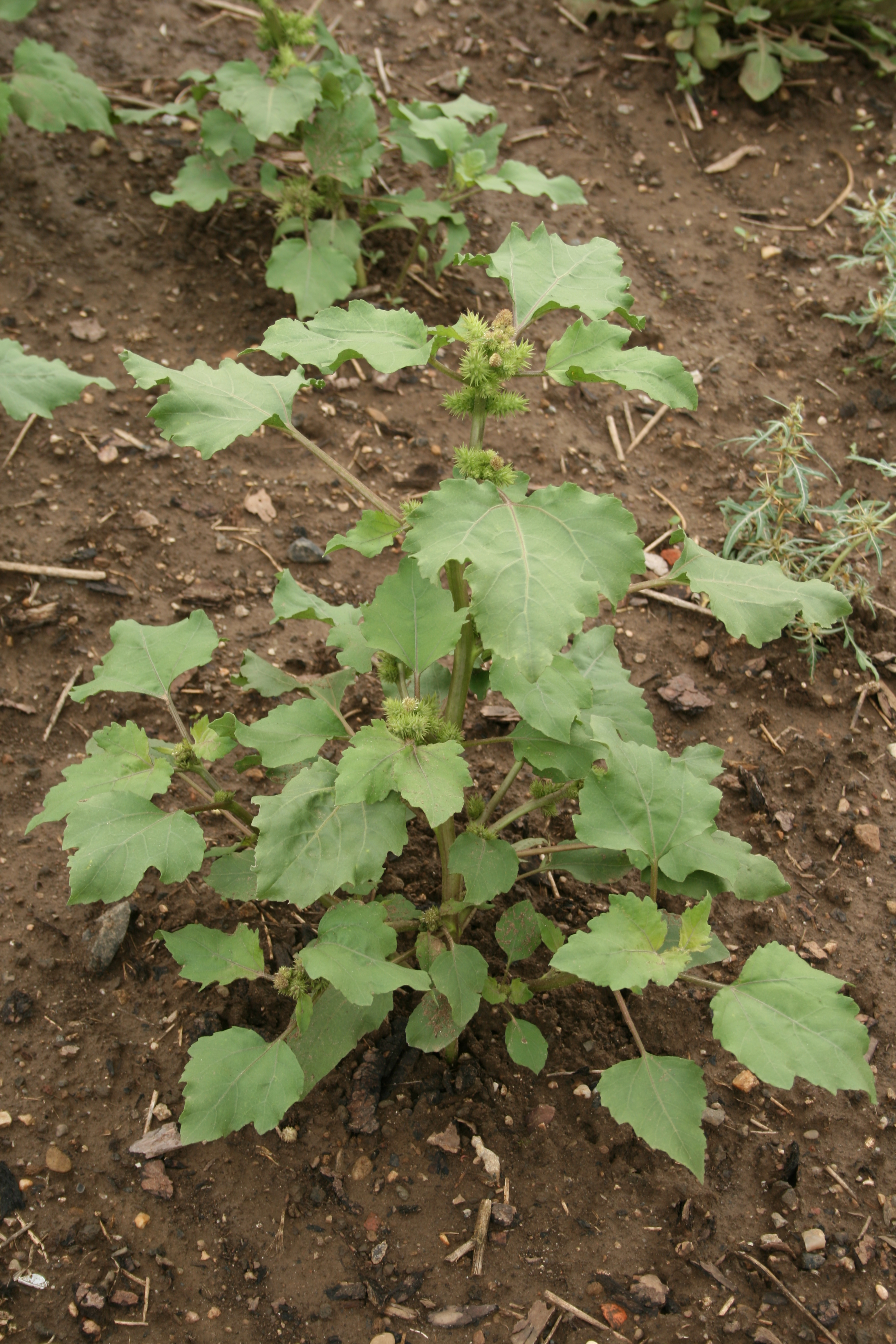
Xanthium orientale